# Alfred Belpaire

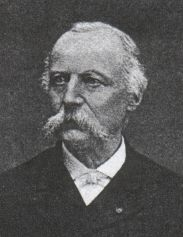
Alfred Belpaire

Alfred Jules Belpaire (* 25. September 1820 in Ostende; † 26. Januar 1893) war belgischer Eisenbahningenieur. Neben zahlreichen Lokomotiven und Dampfomnibussen konstruierte er auch den Belpaire-Stehkessel.
1837 bis 1840 besuchte er die École Centrale des Arts et Manufactures in Paris, die er als Diplom-Maschineningenieur abschloss. Daraufhin arbeitete Belpaire bei der Belgischen Staatsbahn, wo er mehr als 50 Jahre als Maschineningenieur beschäftigt wurde.
Alfred Belpaire gehörte 1884 zu den Mitbegründern der Congrès International des Chemins de Fer, deren Präsident er 1891 wurde.